# 1744 az irodalomban
Az 1744. év az irodalomban.

## Új művek

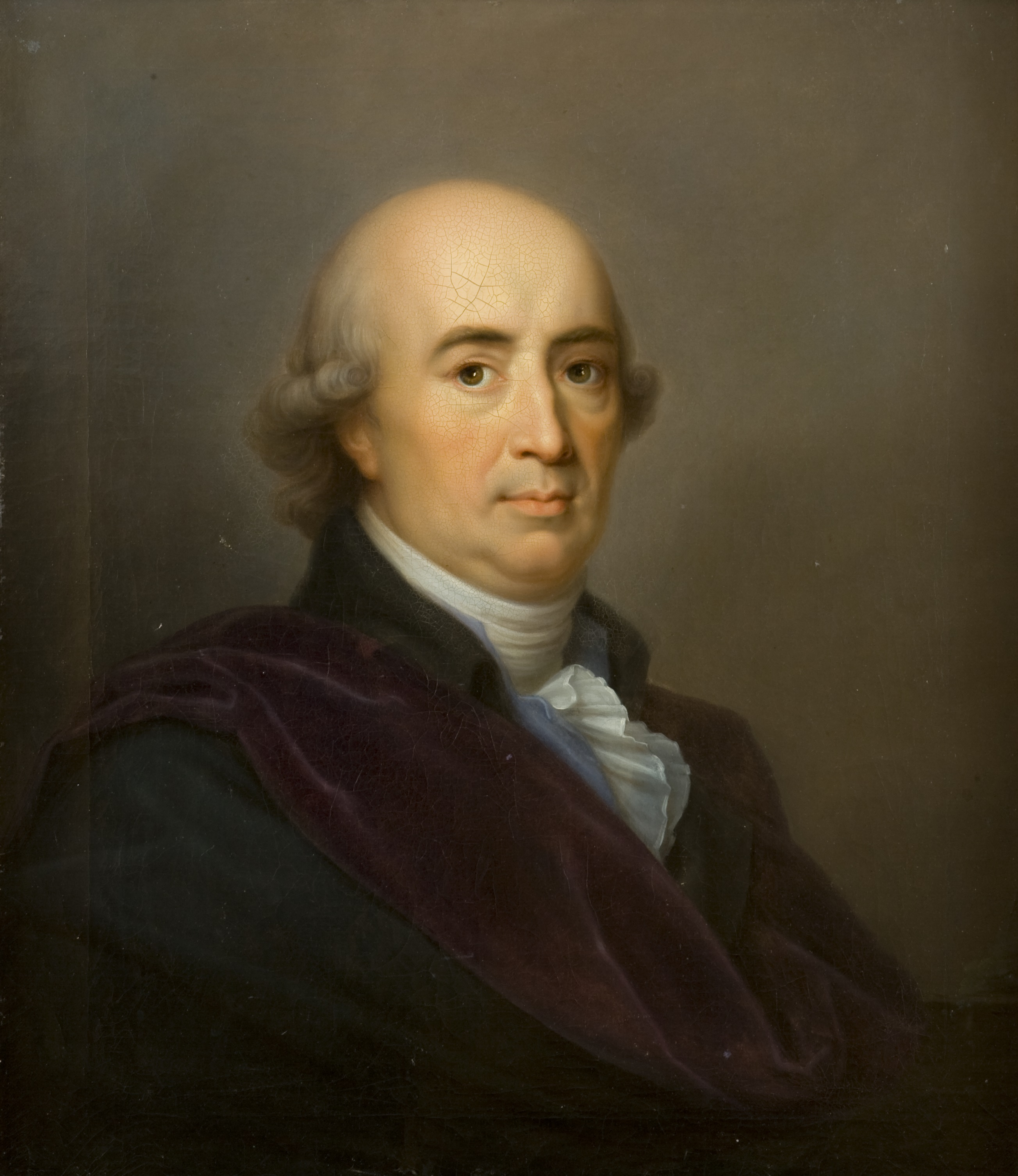
Johann Gottfried Herder

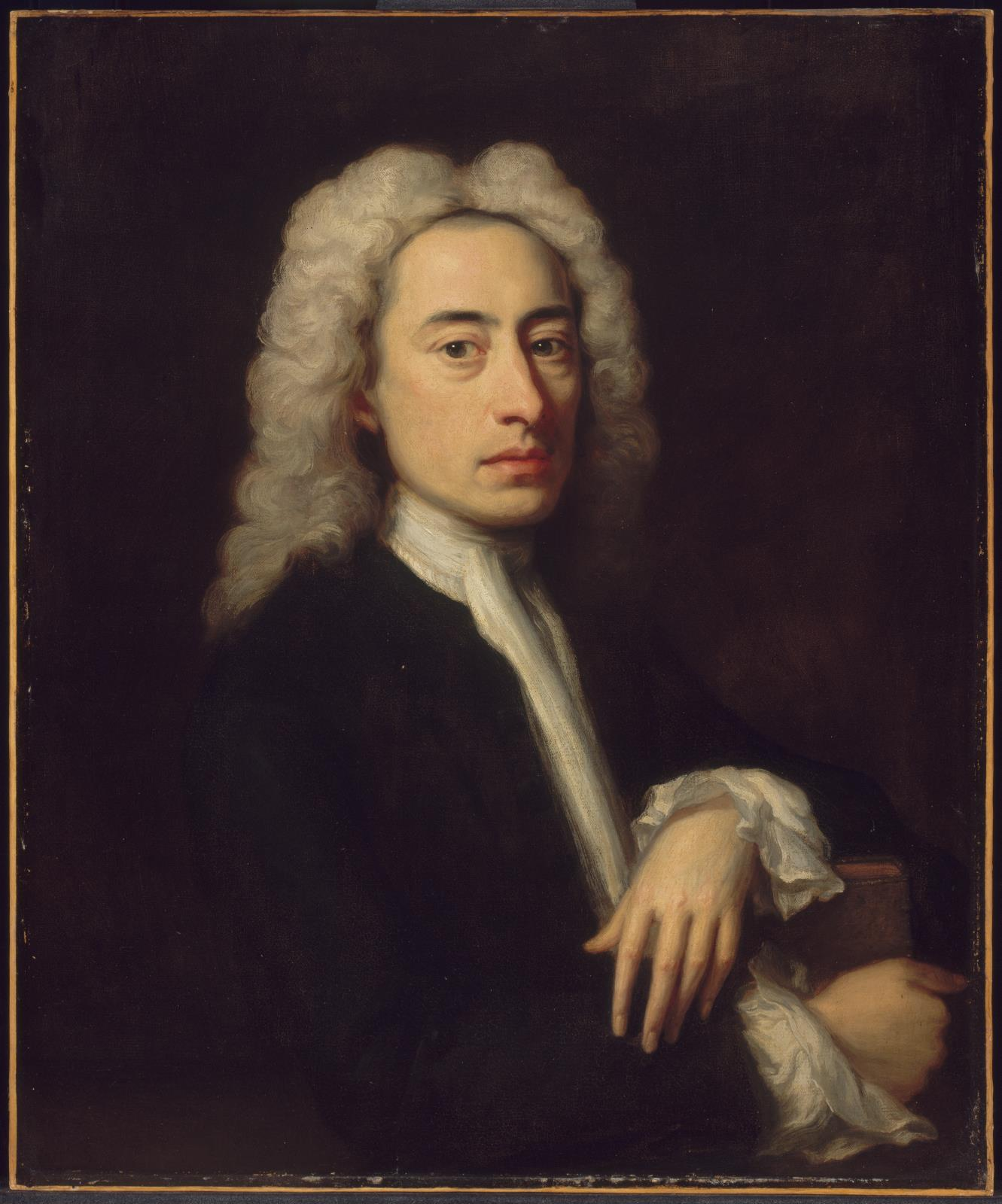
Alexander Pope

- John Armstrong skót költő és orvos költeménye: The Art of Preserving Health (Az egészség megőrzésének művészete).

## Születések
- augusztus 11. – Tomás António Gonzaga portugál-brazil költő, jogász és író († 1810)
- augusztus 25. – Johann Gottfried Herder német költő, műfordító, teológus, filozófus, a Sturm und Drang és az ún. weimari klasszicizmus egyik meghatározó egyénisége († 1803)

## Halálozások
- január 23. – Giambattista Vico olasz történész, jogtudós, társadalomfilozófus (* 1668)
- április 11. – Antyioh Dmitrijevics Kantyemir moldáviai születésű herceg, orosz szatirikus költő, diplomata (* 1708)
- május 30. – Alexander Pope angol költő, a 18. század első felének legnagyobb költőjeként tartják számon; legismertebb költeménye a Fürtrablás (The Rape of the Lock, 1712) (* 1688)